# Cotylocara
Cotylocara — рід примітивних одонтоцетових з пізнього олігоцену (чатський) морських відкладень формації Чандлер-Брідж у Південній Кароліні, що належить до Xenorophidae.

## Палеобіологія

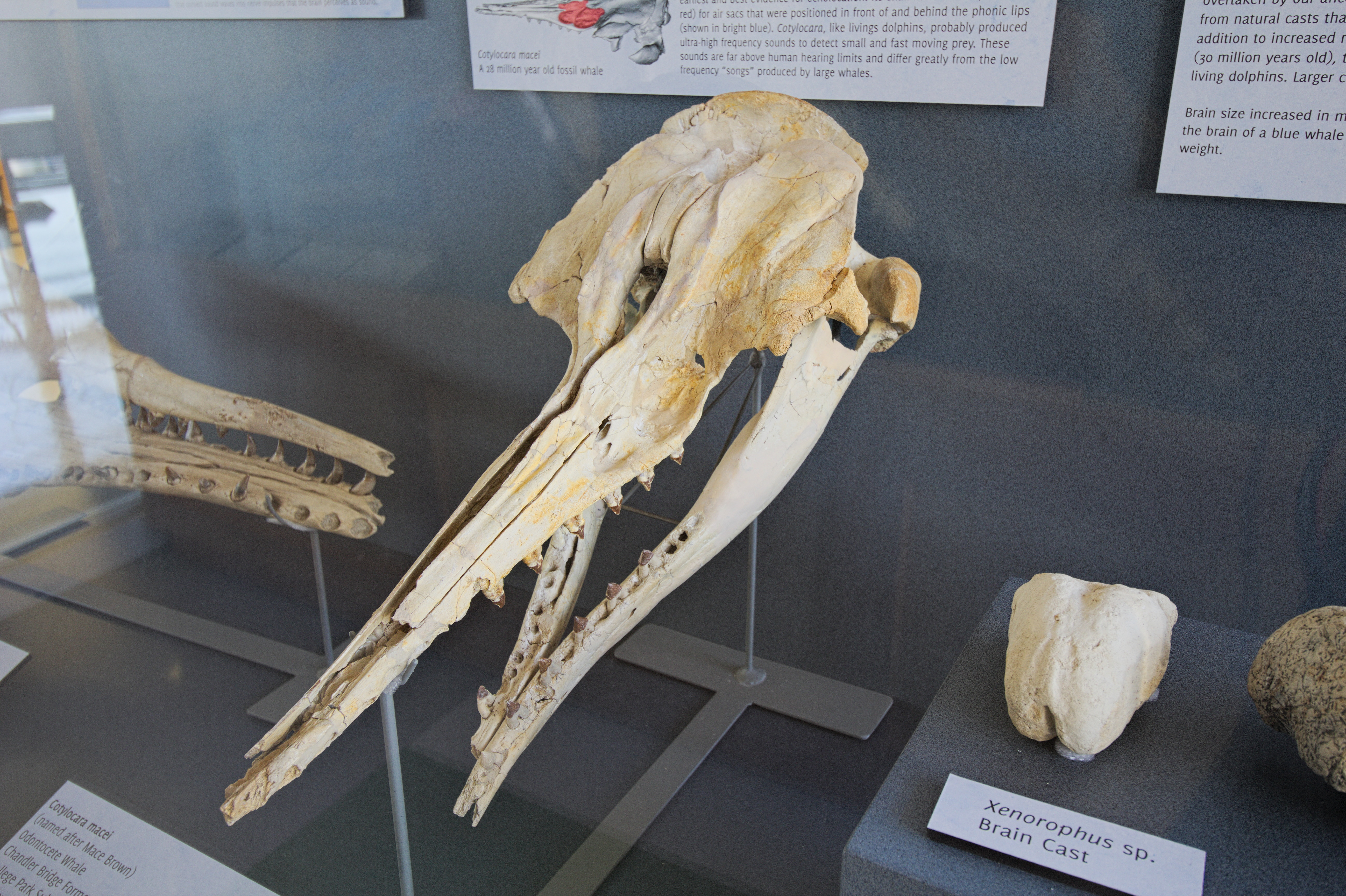
Cotylocara, Музей природної історії Мейса Брауна

Cotylocara була здатна до ехолокації, як і сучасні дельфіни, про що свідчать щільний, товстий і опущений вниз рострум, ямки повітряного мішка, асиметрія черепа та виключно широкі верхньощелепні кістки.